# Помоштник
Помоштник (болг. Помощник) — село в Болгарии. Находится в Старозагорской области, входит в общину Гылыбово. Население составляет 328 человек.

## Политическая ситуация
В местном кметстве Помоштник, в состав которого входит Помоштник, должность кмета (старосты) исполняет Иван Крыстев Господинов (независимый) по результатам выборов правления кметства.
Кмет (мэр) общины Гылыбово — Николай Тонев Колев (инициативный комитет) по результатам выборов в правление общины.